# Ōhara-Kunstmuseum

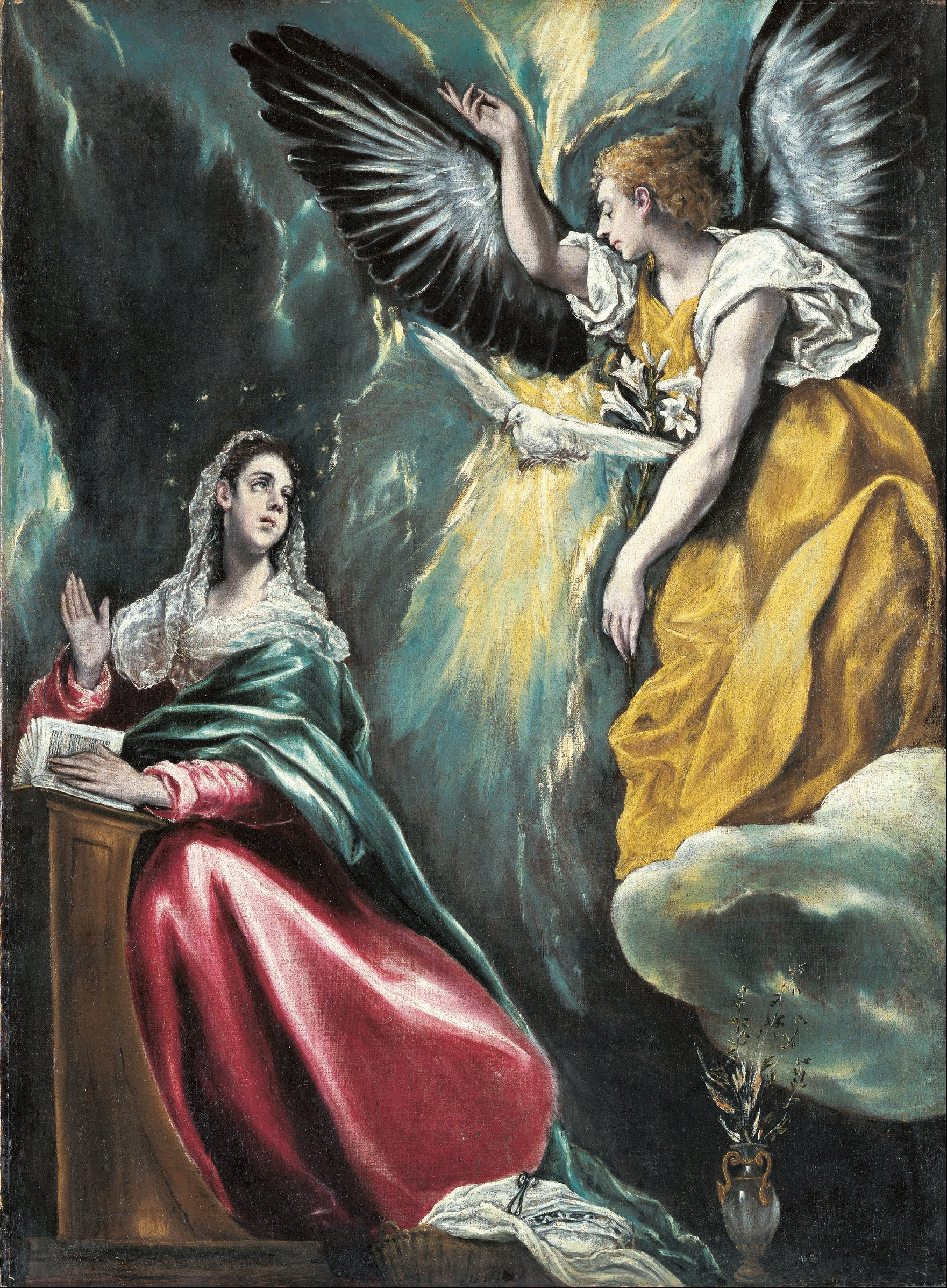
El Greco: Verkündigung

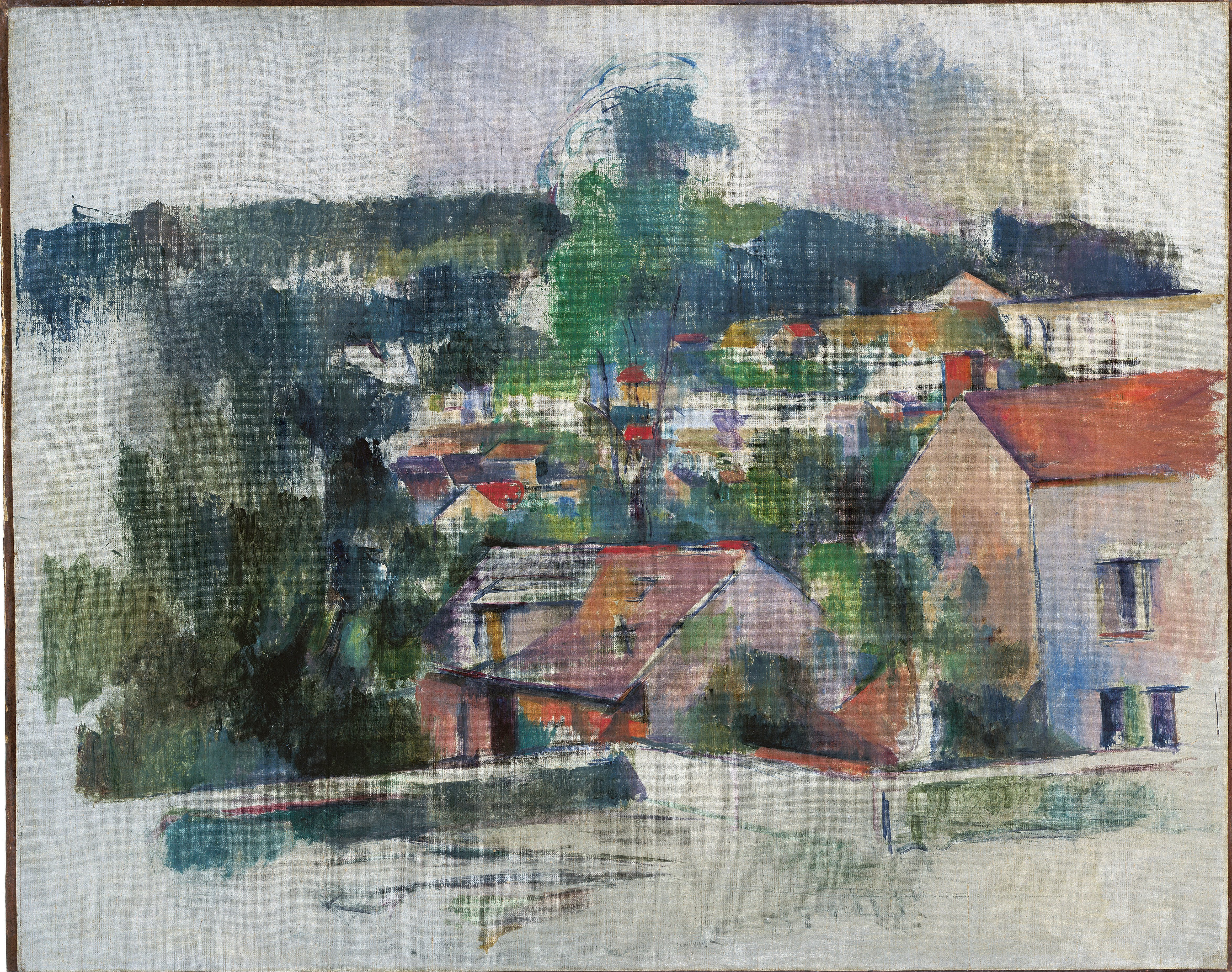
Cezanne: Landschaft

Das Ōhara-Kunstmuseum (japanisch 大原美術館, Ōhara Bijutsukan) in Kurashiki (Präfektur Okayama) war das erste Museum in Japan, das sich nahezu ausschließlich mit französischer Kunst des 19. und 20. Jahrhunderts befasste. Nach verschiedenen Erweiterungen besitzt das Museum auch wichtige Sammlungen moderner japanischer Kunst.

## Geschichte
Der Unternehmer Ōhara Magosaburō (1880–1943) war am Erwerb westlicher Kunst interessiert und ließ sich dabei von dem Maler Kojima Torajirō (1881–1929) und dem französischen Künstler Edmond Aman-Jean (1860–1935) beraten. Das Hauptgebäude mit einer Frontpartie im Stil eines griechischen Tempels, schön gelegen am von Weidenbäumen gesäumten Kurashikigawa, wurde 1930 eröffnet. 1961 wurden ein weiteres Gebäude hinter dem Hauptgebäude für japanische Gemälde aus der ersten Hälfte des 20. Jahrhunderts und ein Gebäude für Keramik des 20. Jahrhunderts errichtet. 1963 kam ein Flügel für Holzschnitte von Munakata und für die Farbdruckarbeiten von Serizawa dazu. Diese letzteren beiden Gebäude bilden heute das „Haus für Kunstgewerbe“ (Kōgeikan). 1972 wurde schließlich die „Kojima Torajirō Memorial Hall“ an dem mit Efeu bewachsenen „Ivory Square“ errichtet, dem Mittelpunkt von Ōharas einstigem Weberei-Gebäudekomplex.
Der zu klein gewordene „Tempel“ wurde geschickt umgebaut und erweitert. Der Garten, der die Nebengebäude umgibt, machen einen erholsamen Besuch möglich.

## Die Sammlung
Neben den zahlreichen Künstlern der „École de Paris“, unter denen auch solche befinden, die nur wegen ihres kleineren Werkumfangs nicht so bekannte sind, ist vor allem El Greco mit einem hervorragenden Werk „Verkündigung“, Ferdinand Hodler mit einer „Holzfäller“-Version, Munch mit zahlreichen Drucken zu sehen. Rodin und Bourdelle (u. a. Beethoven-Büste) sind mit bekannten Plastiken vertreten. Auch die Japaner sind gut vertreten mit Gemälden, den Holzschnitten von Munakata. Im Kunstgewerbe-Bereich sind neben Serizawa die Töpfer Tomimoto, Leach, Hamada und Kawai gut repräsentiert, wobei letztere besonders umfassend zu sehen ist.

### Westliche Künstler (Auswahl)
- El Greco
- Puvis de Chavannes
- Jean-François Millet
- Camille Pissarro
- Edgar Degas
- Claude Monet
- Pierre-Auguste Renoir
- Paul Gauguin
- Giovanni Segantini
- Henri de Toulouse-Lautrec
- Amedeo Modigliani
- Pablo Picasso
- Maurice Utrillo
- Giorgio de Chirico
- Georges Rouault
- Henri Matisse
- Pierre Bonnard
- Jackson Pollock
- Jasper Johns
- Auguste Rodin
- Antoine Bourdelle

### Japanische Maler (Auswahl)
- Fujishima Takeji (藤島武二; 1867–1943)
- Mitsutani Kunishirō (満谷国四郎; 1874–1936)
- Koide Narashige (小出楢重; 1887–1931)
- Yasui Sōtarō (安井曽太郎; 1888–1955)
- Umehara Ryūzaburō (梅原龍三郎; 1888–1986)
- Saeki Yūzō (佐伯祐三; 1898–1928)
- Munakata Shikō (棟方志功; 1903–1975)

### Kunstgewerbe
- Tomimoto Kenkichi (富本憲吉; 1886–1963)
- Bernard Leach (1887–1979)
- Kawai Kanjirō (河合寛次郎; 1890–1966)
- Hamada Shōji (浜田庄司; 1894–1978)
- Serizawa Keisuke (芹沢銈介; 1895–1984)